# Significant Other
A Significant Other a nu-metál stílusú Limp Bizkit második stúdióalbuma, mely 1999. június 22-én jelent meg. A Billboard 200-as listáján az első helyen debütált, és 634 ezer darabot sikerült eladni belőle az első héten.

## Az albumról
Ez volt a zenekar egyetlen olyan albuma, melyet kivétel nélkül mindenki dicsért.
A vezető kislemez a „Nookie” lett, 1999-es év egyik legnagyobb slágere. Videóját Fred Durst rendezte, és ez egy csapásra a sztárok sorába emelte az együttest. 
A Nookie-n kívül még kislemez lett a „Re-Arranged”, az „N 2 Gether Now” és a „Break Stuff”. Ezen a lemezen ötvözték igazán a rap-et a rockkal és remek break számok is kerültek rá. 
Híres közreműködők is voltak: az "N 2 Gether Now"-ban a híres rapper, Method Man jutott mikrofonvéghez,, "Nobody Like You" a Korn énekese, Jonathan Davis és a Stone Temple Pilots frontembere, Scott Weiland, a "No Sex"-ben pedig Aaron Lewis háttérvokálozott a Staindból.
Az album helyenként igen nyomasztó hangulatúra sikerült, mely főleg
egy kudarcnak köszönhető; Durst-öt ugyanis egy hosszú románc után otthagyta barátnője, éppen a lemezfelvétel előtt. Az anyag címe is erre utal: Significant Other= a jelentős másik.
2000-ben a Grammy-díjra jelölték a bandát a legjobb rock előadó és a legjobb album kategóriában.
Ugyanebben az évben a ”Nookie”-t az MTV Video Music Award-on szintén két kategóriában jelölték, de végül nem kapott díjat.

## Számlista
1. "Intro" – 0:37
2. "Just Like This" – 3:35
3. "Nookie" – 4:49
4. "Break Stuff" – 2:46
5. "Re-arranged" – 5:54
6. "I'm Broke" – 3:59
7. "Nobody Like You" – 4:20
8. "Don't Go Off Wandering" – 3:59
9. "9 teen 90 nine" – 4:36
10. "N 2 Gether Now" – 4:49
11. "Trust?" – 4:59
12. "No Sex" – 3:54
13. "Show Me What You Got" – 4:26
14. "A Lesson Learned" – 2:40
15. "Outro" – 7:18

## Megjelent kislemezek, videóklipek
1. "Nookie"
2. "Re-Arranged"
3. "N 2 Gether Now"
4. "Break Stuff"

## Trivia
A "Re-Arranged" tartalmaz néhány részletet Erik B. és Rakim "I Know You Got Soul" című számából.
A "Just Like This" című dal az Apafej egyik filmzenéje a sok közül, melyben Adam Sandler játszik.
A "Break Stuff"-ot a 2000. évi MTV Video Music Awards-on a legjobb rock videó kategóriában jelölték és végül ez lett a nyertes klip is.